# Janusz Gortat
Janusz Gortat (Brzozów, Polonia; 5 de noviembre de 1948-19 de diciembre de 2023) fue un boxeador polaco de la categoría de peso mediopesado. Era el padre del también boxeador Robert Gortat y del baloncestista Marcin Gortat.

## Resultados en Juegos Olímpicos

### Múnich 1972
- Ronda de 32: Venció a  Jaroslav Král por decisión unánime (5–0)
- Ronda de 16: Venció a  Raymond Russell por puntos (3–2)
- Cuartos de final: Venció a  Rudi Hornig por KO en el primer asalto
- Semifinal: Perdió ante  Mate Parlov por decisión unánime (0–5)

### Montreal 1976
- Ronda de 32: Venció a  Miloslav Popović por puntos (3–2)
- Ronda de 16: Venció a  Georgi Stoymenov por TKO en el tercer asalto
- Cuartos de final: Venció a  Juan Domingo Suarez por puntos (4–1)
- Semifinal: Perdió ante  Leon Spinks por decisión unánime (0–5)

## Récord
Disputó 317 peleas de las cuales ganó 272, perdió 38 y tuvo siete empates.